# Need a Favor
«Need a Favor» (с англ. — «Нужна помощь») — песня американского музыканта Джелли Ролла. Она была выпущена 9 декабря 2022 года в качестве ведущего сингла с седьмого студийного альбома Whitsitt Chapel (2023). Джелли Ролл написал песню в соавторстве с Робом Рагостой, Джо Рагостой и Остином Ниварелом, последний из которых выступил её продюсером. Песня была отправлена на кантри-радио 13 февраля 2023 года.
В июле 2023 года она заняла первое место в Hot Rock & Alternative Songs, а августе 2023 года возглавила Country Airplay.

## Композиция
«Need a Favor» — песня в стиле кантри-рок, в центре которой — человек, находящийся на грани потери любви всей своей жизни и молящий Бога оказать ему услугу, но при этом признающий, что не заслуживает её, и надеющийся покаяться за свои прошлые поступки. В припеве Джелли Ролл поёт: «Я говорю с Богом только тогда, когда мне нужна услуга / И молюсь только тогда, когда у меня нет выхода / Так кто же я такой, черт возьми, кто я такой / Чтобы ожидать Спасителя о-о-о / Если я говорю с Богом только тогда, когда мне нужна услуга / Но Боже, мне нужна услуга / Аминь… Аминь».

## Отзывы
Лесли Джейнс из The Nash News писал: «В этой песне легко найти сочетание рока и кантри. Он говорит с такой искренностью, что невозможно не поверить каждому его слову. Каждому человеку иногда нужна рука помощи, и Джелли Ролл прекрасно передал это в данной композиции. Строчка „Кто я такой, чтобы ожидать спасителя“ выводит на передний план истинное смирение». Джесс из Taste of Country написал: «И в звуковом, и в лирическом плане песня кажется подходящей для саундтрека к предстоящему эпизоду сериала Yellowstone».

## Концертные исполнения
Джелли Ролл исполнил песню 2 апреля 223 года в Остине (Техас) на церемонии вручения премии CMT Music Awards (2023), где он получил три премии за песню «Son of a Sinner».

## Коммерческий успех
5 августа 2023 года песня возглавила хит-парад Country Airplay, став для Джелли Ролла его вторым в нём номером один после успеха сингла «Son of a Sinner».

## Чарты
| Чарт (2023)                                  | Высшая позиция |
| -------------------------------------------- | -------------- |
| Канада (Billboard Canadian Hot 100)          | 36             |
| Канада (Billboard Country)                   | 1              |
| Канада (Billboard Hot AC)                    | 25             |
| Канада (Billboard Rock)                      | 24             |
| Мир (Billboard Global 200)                   | 139            |
| США (Billboard Hot 100)                      | 13             |
| США (Billboard Adult Contemporary)           | 16             |
| США (Billboard Adult Top 40)                 | 5              |
| США (Billboard Country Airplay)              | 1              |
| США (Billboard Hot Country Songs)            | 3              |
| США (Billboard Hot Rock & Alternative Songs) | 1              |
| США (Billboard Mainstream Top 40)            | 14             |
| США (Billboard Rock Airplay)                 | 3              |

| Чарт (2023)                                  | Позиция |
| -------------------------------------------- | ------- |
| Канада (Canadian Hot 100)                    | 81      |
| США Billboard Hot 100                        | 34      |
| США Adult Top 40 (Billboard)                 | 47      |
| США Country Airplay (Billboard)              | 5       |
| США Hot Country Songs (Billboard)            | 8       |
| США Hot Rock & Alternative Songs (Billboard) | 3       |
| США Rock Airplay (Billboard)                 | 6       |

## Сертификации
| Регион                                                                      | Сертификация | Продажи |
| --------------------------------------------------------------------------- | ------------ | ------- |
| Канада (Music Canada)                                                       | Золотой      | 40 000  |
| Данные о продажах + прослушиваниях приведены только на основе сертификации. |              |         |